# Habitatge al carrer Baltasar d'Espanya, 3 (Sant Joan Despí)
L'Habitatge al carrer Baltasar d'Espanya, 3 és una obra modernista de Sant Joan Despí (Baix Llobregat) inclosa a l'Inventari del Patrimoni Arquitectònic de Catalunya.

## Descripció
Casa de planta baixa amb dos portes d'accés, una de les quals, la principal, és decorada en el seu cancell per un sòcol ceràmic. La façana forma una composició totalment lineal, quedant rematada per l'alternança de mòduls ceràmics en color verd que cerquen el moviment, aquí, però, sense desnivell vertical. Segons el projecte, aquests mòduls són cilíndrics i no pas rectangulars, i s'hi projectà un moviment en vertical, ara ho és en horitzontal.

## Història
Obra promoguda per Pau Saurí i Pruneda. Petició de la llicència municipal d'obres el 15/9/1911.